# Audi R8 Sport
L'Audi R8 Sport, per consuetudine chiamata semplicemente R8, è una vettura sport prototipo da competizione costruita dall'Audi seguendo i regolamenti ACO categoria LMP, per gareggiare nella celebre 24 Ore di Le Mans e nel campionato americano ALMS e in Europa nel campionato LMS.

## Il primo doppio progetto

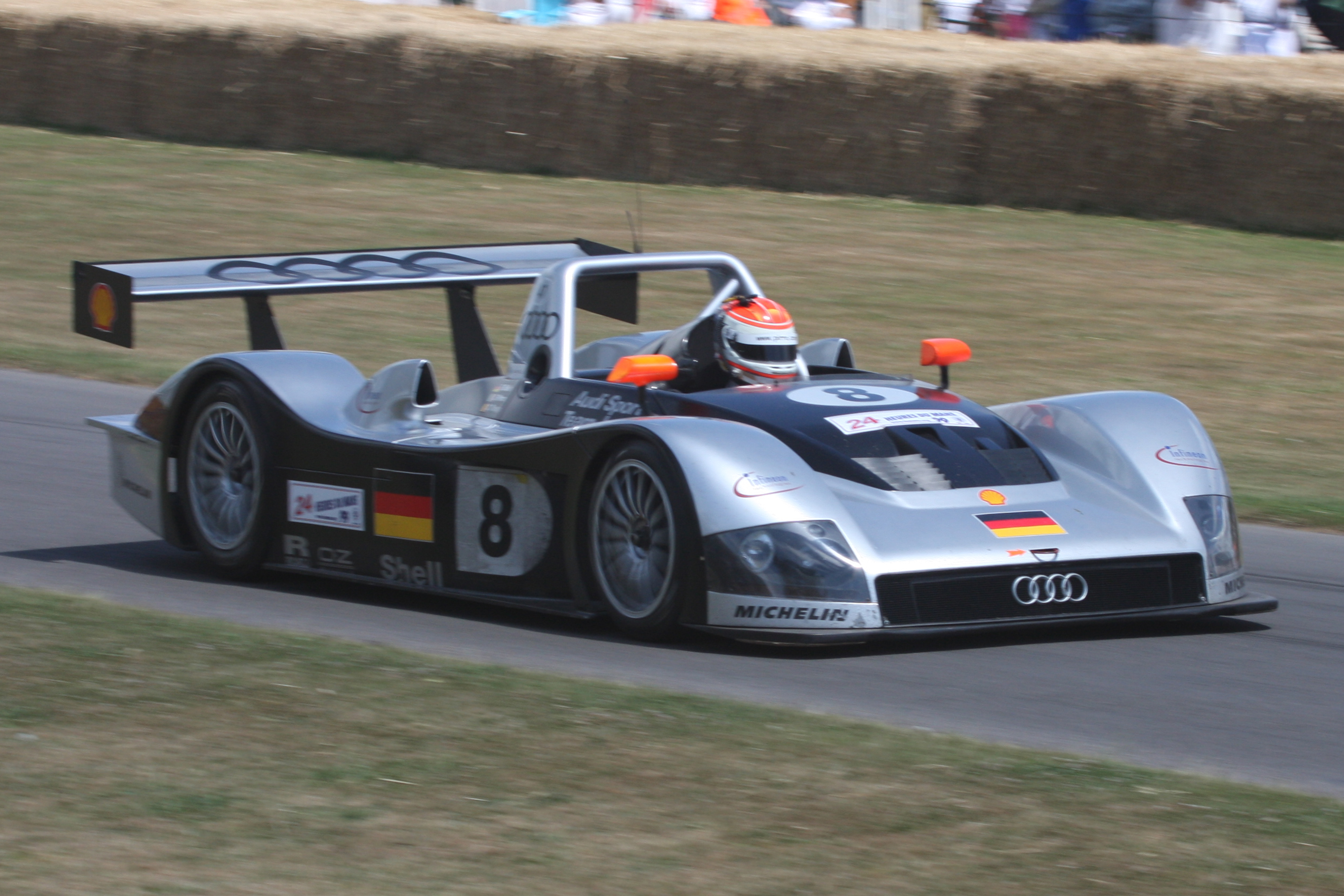
L'Audi R8R

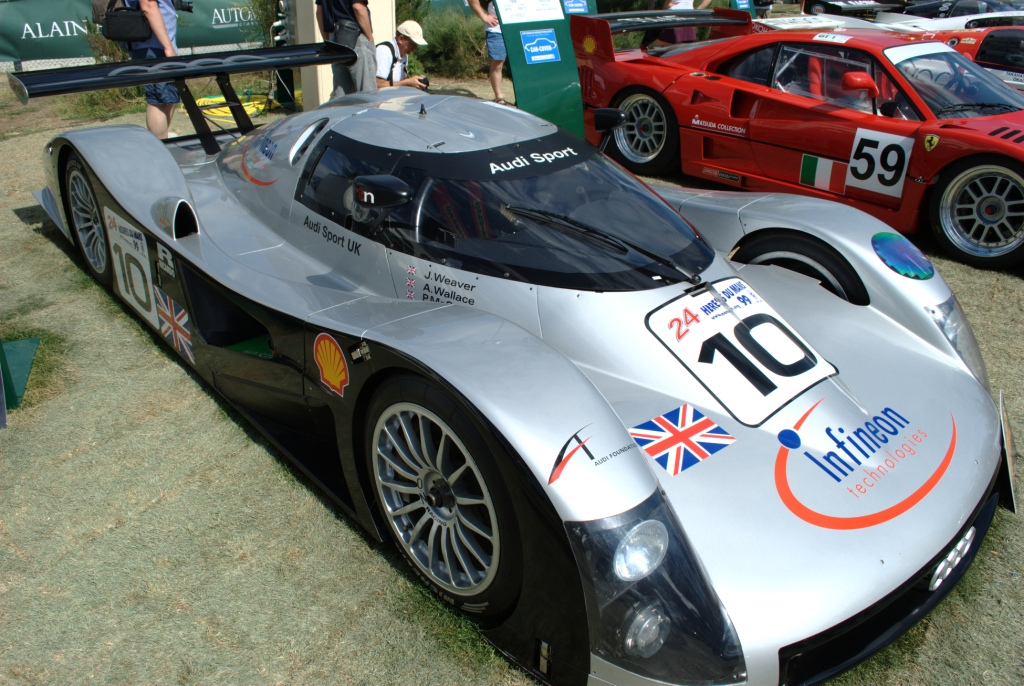
L'Audi R8C

Il progetto dell'Audi R8 nasce sul finire degli anni novanta, quando la "Casa dei quattro anelli" decide di disimpegnarsi progressivamente dalle categorie turismo per dedicarsi ad un nuovo programma sportivo volto a raggiungere la vittoria assoluta alla 24 Ore di Le Mans. Nel 1998 l'Automobile Club de l'Ouest è impegnato nel definire nuovi regolamenti che permettano di equiparare le prestazioni di vetture Sport a carrozzeria chiusa (le coupé), vetture Sport a carrozzeria aperta (le barchette) e Gran Turismo e per i costruttori che vogliono cimentarsi nelle competizioni di durata la scelta nel tipo di vettura su cui puntare non è semplice. Il risultato è un codice tecnico talmente equilibrato che si corre il rischio di sbagliare strada e Audi per non essere presa in contropiede vara due progetti paralleli: quello di una barchetta, la R8R (la "R" sta per roadster), sviluppato in Germania e poi quello della coupé, la R8C (la "C" sta per coupé), realizzata presso una struttura inglese. Pur avendo una meccanica sostanzialmente identica, le due vetture sono molto diverse a livello estetico e aerodinamico.

### Il debutto in pista
Alla 24 Ore di Le Mans 1999, l'Audi schiera quattro vetture nelle due categorie regine, due barchette e due coupé: la R8R molto più curata a livello telaistico della sorella coupé, gode anche di maggior appoggio della casa madre e viene seguita in pista da un team con molta esperienza nelle gare di questo tipo, il Joest Racing, divenuto team ufficiale Audi Sport. Nonostante la R8R non sia una vettura molto estremizzata dal punto di vista delle soluzioni tecniche adottate rispetto alla concorrenza, disputa una gara regolare senza particolari problemi, impressionando per la concretezza dimostrata nell'arco delle 24 ore, tanto da arrivare terza e quarta assoluta al debutto sul Circuit de la Sarthe. La R8C invece si rivela deludente a causa del minore sviluppo a cui è stata sottoposta, entrambe le coupé si ritirano per problemi al cambio.

## La nuova barchetta
L'Audi definisce per gli anni successivi al debutto un unico programma Sport abbandonando quindi la versione coupé R8C e progetta invece per la stagione 2000 una nuova vettura ribattezzata inizialmente R8S (la "S" sta per sport) poi per consuetudine chiamata semplicemente R8.
Non possedendo internamente tutta la tecnologia necessaria, per la progettazione, per le varie fasi di test e per la fornitura di molte parti, Audi si è appoggiata ad aziende esterne. Per l'esame e i primi test aerodinamici si è ad esempio appoggiata alla struttura della Fondmetal e alla sua galleria del vento, per il telaio si è appoggiata alla Dallara, che ha realizzato il telaio monoscocca in fibra di carbonio progettato da Wolfgang Appel; sul telaio di fabbricazione italiana viene montato il collaudato gruppo motore V8 - cambio Audi. Per quanto riguarda l'aerodinamica dello sport prototipo non devono più essere seguiti i vincoli stilistici per richiamare i modelli di serie a cui la barchetta dell'anno prima era stata sottoposta.

## Tecnica

### Motore
La R8 è dotata di un motore V8 con un angolo tra le bancate di 90°, il monoblocco e le testate sono realizzati in alluminio, la cilindrata è di 3.600 cm³, dispone di due alberi a camme per testata e di 4 valvole per cilindro, è sovralimentato mediante due turbocompressori Garrett, sviluppa ufficialmente una potenza di circa 620 CV (455 kW) a 7.000 giri al minuto, valori contenuti per l'adozione di flange sui condotti di aspirazione e pressione di sovralimentazione limitata a 1,67 bar come imposto dal regolamento tecnico.

### Telaio
L'Audi R8 dispone di un telaio monoscocca realizzato in fibra di carbonio e in pannelli di alluminio a nido d'ape, collegato al gruppo motore-trasmissione posteriore longitudinale che svolge funzione portante per le sospensioni posteriori. La carrozzeria è realizzata in fibra di carbonio.

Il moto viene trasmesso alle ruote motrici posteriori tramite una trasmissione a 6 rapporti più retromarcia, di tipo sequenziale, con attuazione elettropneumatica realizzato dallo specialista inglese Ricardo.

Le sospensioni sono di tipo indipendente, hanno uno schema a doppi triangoli sovrapposti con sistema push rod, le molle e gli ammortizzatori sono orizzontali. 
Lo sterzo a cremagliera è servoassistito. L'impianto frenante è composto da dischi freno in carbonio. I cerchioni delle ruote forniti dalla OZ Racing sono realizzati in magnesio forgiato e hanno un diametro di 18", monta pneumatici Michelin. Il serbatoio di carburante ha una capacità massima di 90 litri; il peso totale della vettura è di circa 900 kg.

### Evoluzioni
Nel 2001 la casa mette in campo un nuovo pacchetto aerodinamico per la R8, ma la novità più importante è celata sotto il cofano, infatti il motore V8 viene dotato di un inedito sistema di iniezione diretta di benzina denominato FSI, tale particolare consente un consumo ridotto, oltre ad una erogazione più lineare della coppia motrice.
Sempre nel 2001, in una serie di test di sviluppo del prototipo sul circuito del Lausitzring, il pilota Michele Alboreto è vittima di un incidente mortale, quando la sua R8 evoluzione, in seguito ad una foratura, decolla ribaltandosi rovinosamente.
Nel 2003 l'ACO impone una riduzione generale della potenza dei prototipi, il nuovo diametro delle flange motore riduce la potenza della R8 a poco più di 550 CV dichiarati.
Nel 2004 l'ACO vara nuovi regolamenti tecnici, i prototipi LMP900 (tra i quali l'R8) verranno nel giro di due anni sostituiti dalle nuove LMP1, per stimolare la produzione delle nuove LMP1 ibride (vecchio telaio e nuova aerodinamica) e l'avvicendamento dei prototipi, le vecchie LMP900 vengono rallentate, il regolamento impone un peso minimo portato a 950 kg, ridotta a 80 litri la capacità del serbatoio carburante e un alettone posteriore più stretto di 20 cm, mentre nel 2005 viene ridotta ulteriormente la potenza del motore con flange più piccole (circa 520 CV ufficiali).

## Risultati sportivi

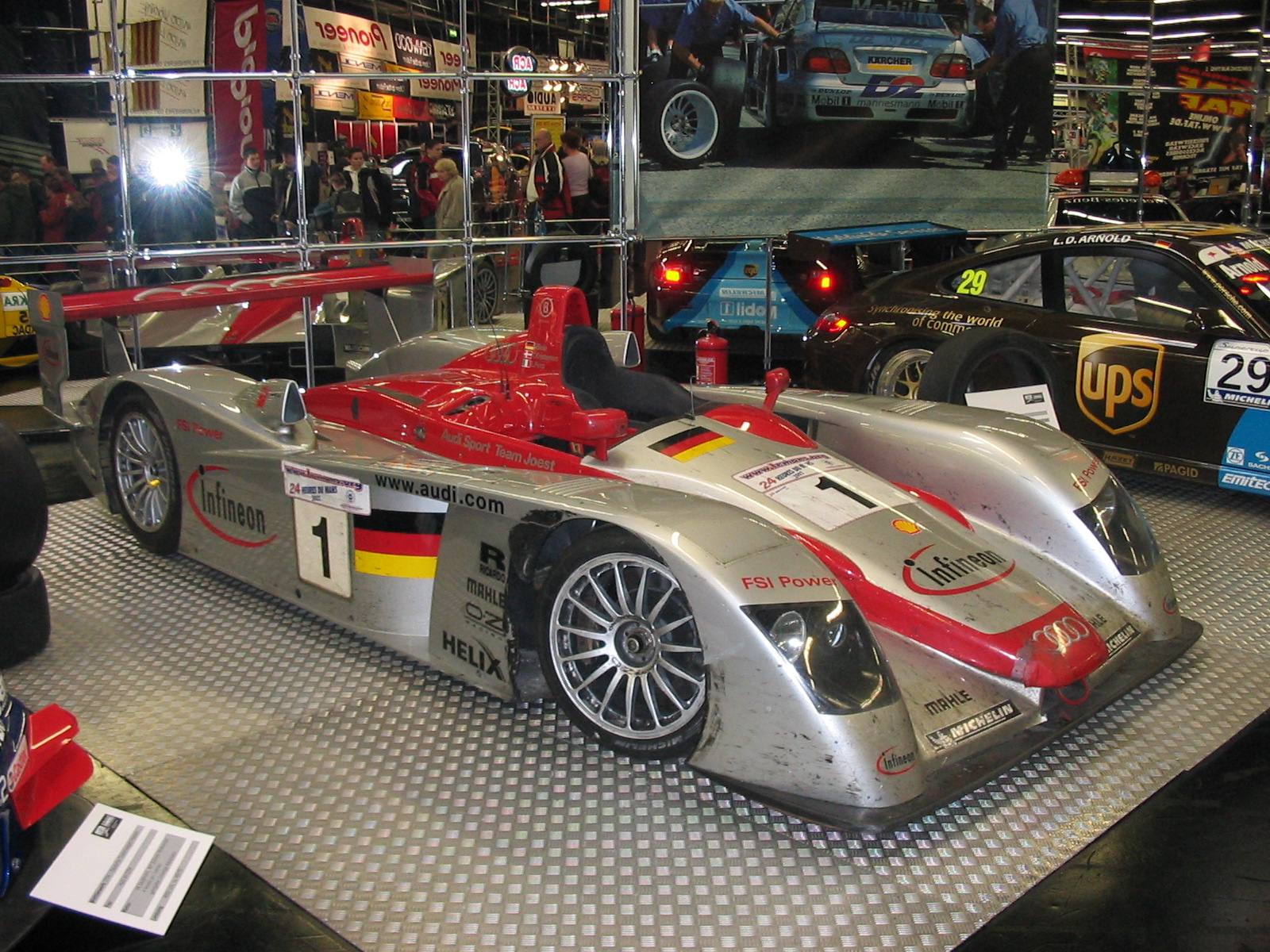
L'Audi R8 vincitrice della 24 Ore di Le Mans 2002

Alla 24 Ore di Le Mans del 2000 si assiste al trionfo della R8, le tre vetture di Ingolstadt monopolizzano il podio, l'equipaggio vincitore è composto da Emanuele Pirro, Frank Biela e Tom Kristensen.
Alla 24 Ore di Le Mans del 2001, grazie al nuovo sistema FSI, le R8, consumano mediamente l'8% in meno di carburante, ciò permette loro di coprire un giro in più, cioè 13 giri rispetto ai 12 degli avversari per ogni turno di guida (la capacità massima regolamentare del serbatoio è di 90 litri).
Le due R8 in gara, vincono una corsa non tirata, ma piena di insidie dovute alla forte pioggia caduta durante tutta la gara, a vincere è lo stesso equipaggio dell'anno prima: Pirro, Biela e Kristensen.
Nel 2002 a Le Mans, la gara viene disputata completamente all'asciutto, questa situazione consente al sistema d'iniezione diretta FSI di esprimere al meglio le sue qualità contribuendo alla vittoria delle vetture tedesche; l'equipaggio vincitore risulta lo stesso dei due anni precedenti.
Nel 2003, i vertici del gruppo Volkswagen decidono di puntare maggiormente sul marchio Bentley, anch'esso facente parte del gruppo, e presenta ufficialmente alle competizioni di questo tipo la Bentley Speed 8. Tre R8 clienti vengono affidate a squadre private e ottengono alla 24 Ore un terzo e quarto posto assoluto, alle spalle dell'accoppiata Bentley; quest'ultima è peraltro assistita dal team Joest.
Nel 2004 e 2005, la squadra ufficiale Audi Sport Team Joest non gareggia, ma le R8 affidate a squadre private di fiducia e seguite dalla casa madre mantengono un ottimo livello di competitività, ottenendo ancora due importanti vittorie nella 24 Ore di Le Mans, prima con Rinaldo Capello, Tom Kristensen e Seiji Ara e l'anno successivo con J.J. Lehto, Marco Werner e Tom Kristensen.
Nel 2006 la R8 corre ancora qualche gara in America, prima di venire sostituita definitivamente dall'erede Audi R10 TDI.

## Palmarès

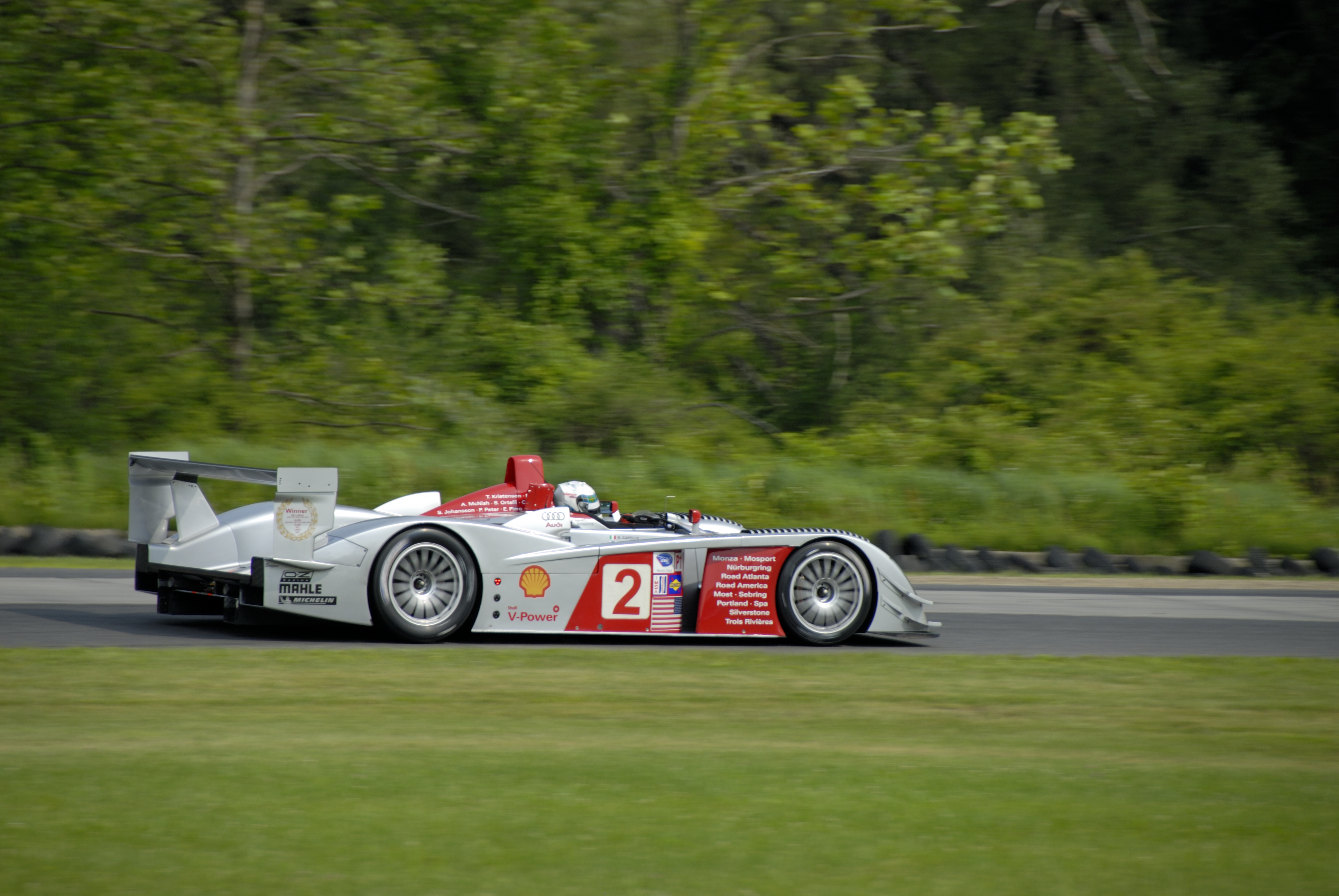
L'Audi R8 nell'ultima gara disputata

La R8 vanta un'impressionante serie di successi:
- 24 Ore di Le Mans nel 2000, 2001, 2002, 2004 e 2005.
- 12 Ore di Sebring nel 2000, 2001, 2002, 2003, 2004 e 2005.
- Petit Le Mans nel 2000, 2001, 2002, 2003, 2004 e 2005.
- Campionato ALMS nel 2000, 2001, 2002, 2003, 2004, 2005 e 2006.
- Campionato LMS nel 2004.

In totale 61 vittorie su 77 gare. Sono stati 18 i piloti a guidarla al successo su 23 piste in giro per il mondo, numeri che fanno della R8 una delle vetture più vincenti della storia dell'Automobilismo. Per celebrarne il pensionamento, nell'ultima gara ufficiale sulle fiancate furono apposti i nomi di tutte le piste dove vinse, mentre sul rollbar alle spalle del posto di guida comparvero i nomi dei piloti vittoriosi sulla R8.